# Cantone di Beauvais-2
Il Cantone di Beauvais-2 è una divisione amministrativa dell'Arrondissement di Beauvais.
È stato costituito a seguito della riforma approvata con decreto del 20 febbraio 2014, che ha avuto attuazione dopo le elezioni dipartimentali del 2015.
Comprende parte della città di Beauvais e i 26 comuni di:
- Allonne
- Auneuil
- Auteuil
- Berneuil-en-Bray
- Flavacourt
- Frocourt
- Goincourt
- La Houssoye
- Labosse
- Lachapelle-aux-Pots
- Lalande-en-Son
- Lalandelle
- Aux-Marais
- Ons-en-Bray
- Porcheux
- Rainvillers
- Saint-Aubin-en-Bray
- Saint-Léger-en-Bray
- Saint-Martin-le-Nœud
- Saint-Paul
- Sérifontaine
- Troussures
- Le Vaumain
- Le Vauroux
- Villers-Saint-Barthélemy
- Warluis